# مارباخ آم نکا
شهر مارباخ آم نکا (به آلمانی: Marbach am Neckar) در ایالت بادن-وورتمبرگ در کشور آلمان واقع شده‌است.